# Požár v továrně Triangle Shirtwaist
Požár v továrně Triangle Shirtwaist se odehrál v New Yorku 25. března 1911. Během 18 minut si vyžádal 146 obětí: 123 žen a 23 mužů zemřelo na následky uhoření, udušení kouřem či po pádu nebo vyskočení z oken. Většina obětí byli italské a židovské ženy, kterým bylo mezi 14 a 23 lety. Jde o nejsmrtelnější průmyslové neštěstí města a jedno z nejsmrtelnějších v celém státě.
Továrna společnosti Triangle Waist Company se nacházela na osmém, devátém a desátém podlaží budovy Asch Building ve čtvrti Greenwich Village a byla zaměřena na šití dámských blůzek typu shirtwaist. Tato budova stále stojí a pod novým jménem Brown Building je od roku 1929 majetkem New York University.

## Průběh požáru
Požár vypukl před koncem pracovní doby, pravděpodobně od nedopalku cigarety. Prostory továrny byly plné odřezků a dalších hořlavých materiálů a požár se tak šířil velice rychle. Budova nebyla vybavena sprinklery a měla jediné požární schodiště. To však nebylo dostatečně odolné a během požáru se kvůli návalu prchajících zřítilo; někteří tak spadli na ulici až z 30 metrů.
Část pracovníků na devátém patře byla odříznuta: hlavní schodiště bylo plné ohně a dveře k vedlejšímu byly uzamčeny, aby si zaměstnanci nechodili ven zakouřit a aby mohli být při odchodu jednoduše kontrolováni, že z pracoviště nic nevynášejí. Hasiči nebyli pro požár v takovéto výšce dostatečně vybaveni, s žebříky dosáhli jen do šestého patra. Několik tuctů zaměstnanců se podařilo zachránit výtahy, jejich kolejnice se ale po třech jízdách žárem zkroutily. Někteří se pokusili prchnout na střechu či slanit po lanech výtahů, přes 60 lidí vypadlo z oken nebo z nich vyskočili.

## Následky
Majitelé firmy, Max Blanck a Isaac Harris, byli obviněni ze zabití. Obvinění byli zproštěni, v následném civilním procesu byli ale shledáni vinnými a za každého zesnulého museli vyplatit pozůstalým 75 dolarů. Od pojišťovny přitom za každou oběť dostali asi 400 dolarů.
Vznikl Výbor pro veřejnou bezpečnost (Committee on Public Safety), jež vedla Frances Perkinsová, budoucí ministryně práce. Tomu se podařilo prosadit sadu zákonů, jež vyžadovaly zlepšení pracovních podmínek, dodržování bezpečnostních standardů a omezení ženské a dětské práce.